# 盈江胡椒
盈江胡椒（学名：Piper yingkiangense）为胡椒科胡椒属的植物，是中国的特有植物。分布于中国大陆的云南等地，生长于海拔1,000米的地区，一般生于林下湿润地，目前尚未由人工引种栽培。